# Žuželo (Republika Serbska)
Žuželo (cyr. Жужело) – wieś w Bośni i Hercegowinie, w Republice Serbskiej, w gminie Novo Goražde. W 2013 roku liczyła 35 mieszkańców.